# Prostřední Poříčí
Prostřední Poříčí (německy Mittel Porzicz či Mittel Porschütz) je obec v okrese Blansko v Jihomoravském kraji. Žije zde 257 obyvatel.

## Historie
První písemná zmínka o obci pochází z roku 1629. Tam kde se nyní nachází park, byl v roce 1952 rybník.
Název obce je dle práce Místní jména na Moravě a ve Slezsku Ladislava Hosáka a Rudolfa Šrámka doložen již k roku 1350 (media villa Pozerziecz). Ukazatel k latinským zemským deskám brněnským a olomouckým Františka Černého tento zápis v zemských deskách přisuzuje Pozořicím.

## Obyvatelstvo
| Rok            | 1869 | 1880 | 1890 | 1900 | 1910 | 1921 | 1930 | 1950 | 1961 | 1970 | 1980 | 1991 | 2001 | 2011 | 2021 |
| -------------- | ---- | ---- | ---- | ---- | ---- | ---- | ---- | ---- | ---- | ---- | ---- | ---- | ---- | ---- | ---- |
| Počet obyvatel | 438  | 502  | 508  | 533  | 616  | 535  | 519  | 378  | 404  | 362  | 288  | 272  | 274  | 273  | 257  |
| Počet domů     | 65   | 68   | 71   | 72   | 74   | 77   | 91   | 97   | 95   | 90   | 87   | 99   | 102  | 107  | 107  |

## Obecní správa
Mezi lety 1850–1880 Prostřední Poříčí patřilo jako osada obce k Poříči v okrese Boskovice. Od roku 1890 je obcí v okrese Boskovice (1890–1950) a později v okrese Blansko.

### Obecní symboly
Znak a vlajka byly obci uděleny rozhodnutím předsedkyně Poslanecké sněmovny Parlamentu České republiky dne 12. dubna 2024.

## Pamětihodnosti
- Kaple Jména Panny Marie

## Galerie

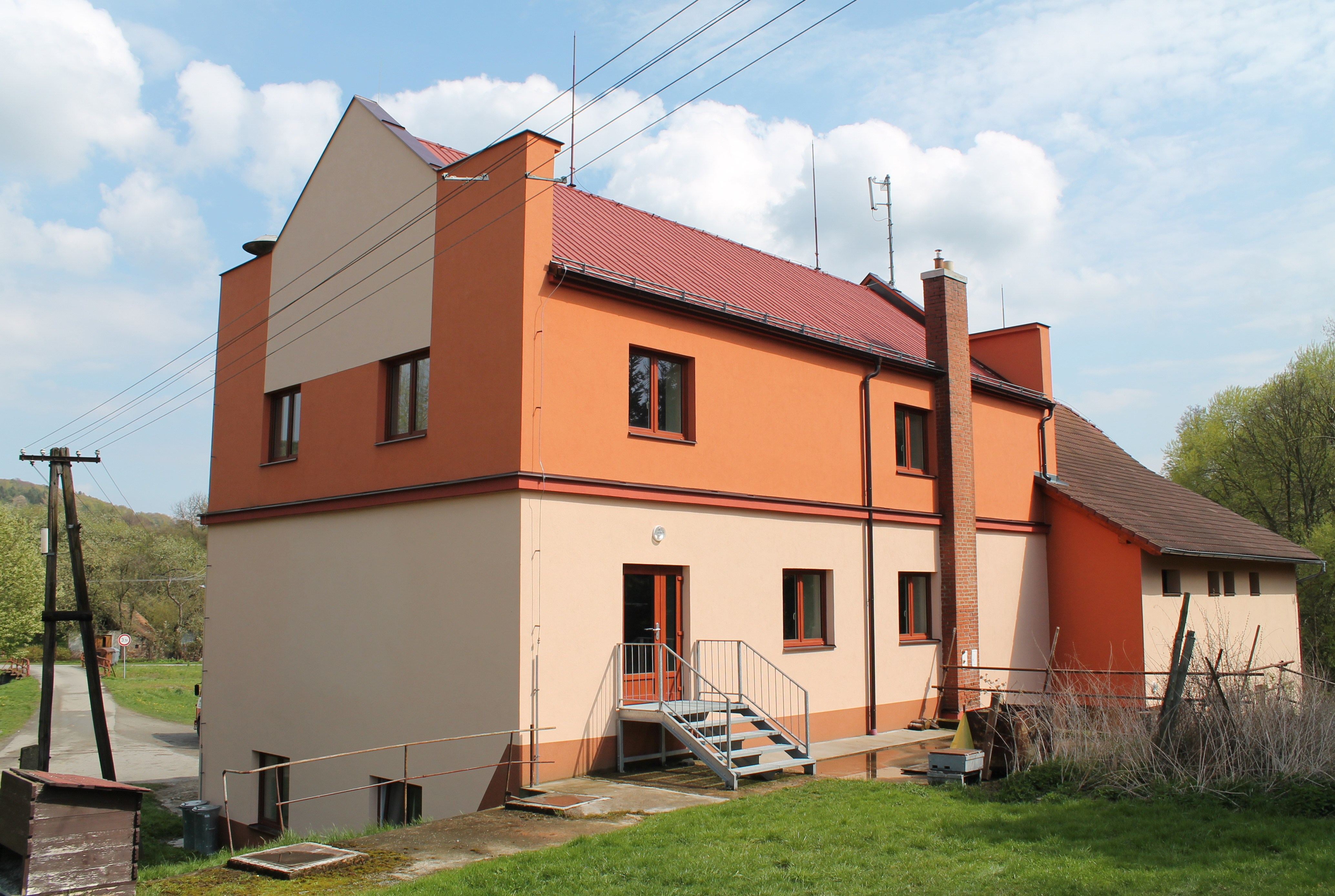
Obecní úřad
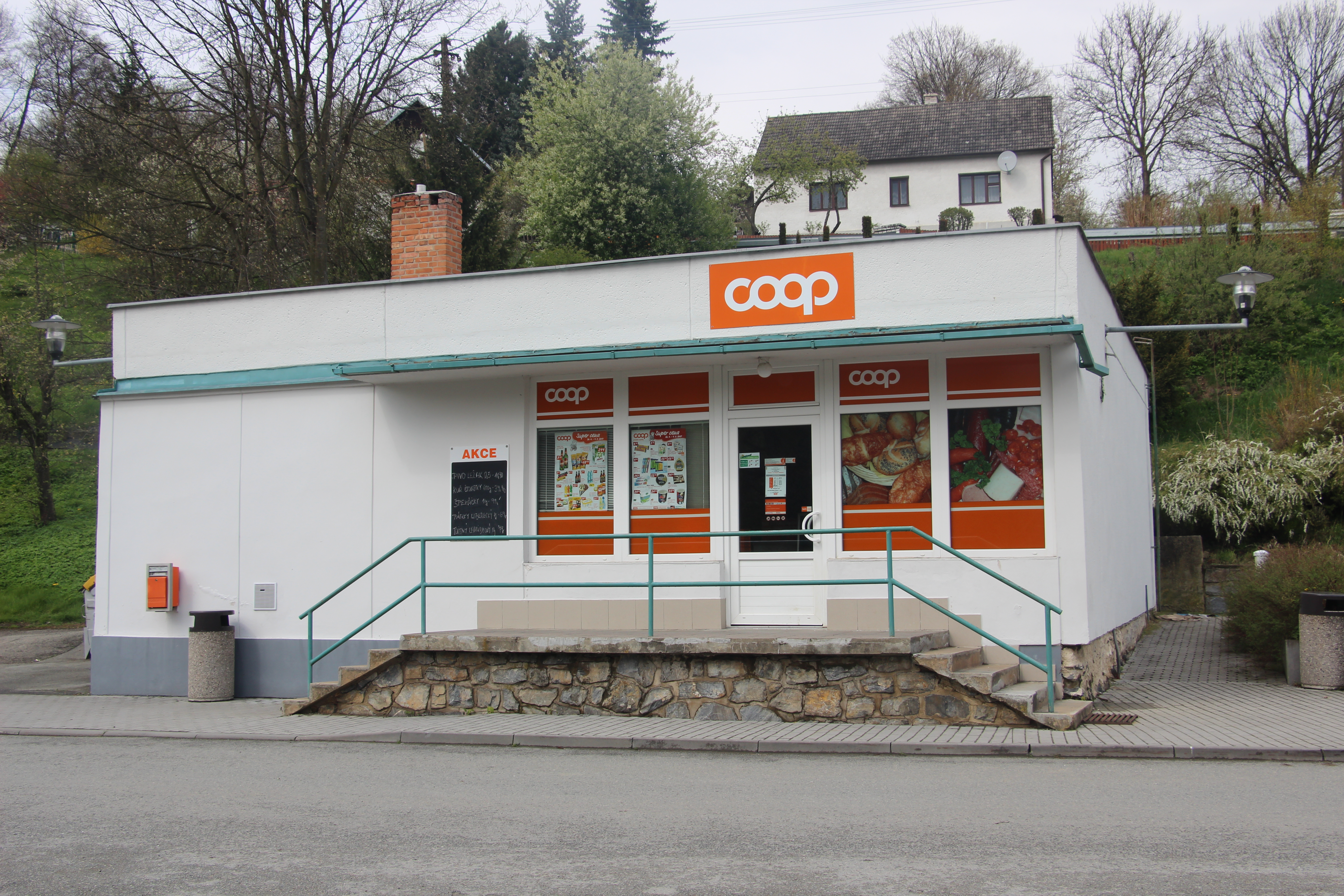
Prodejna
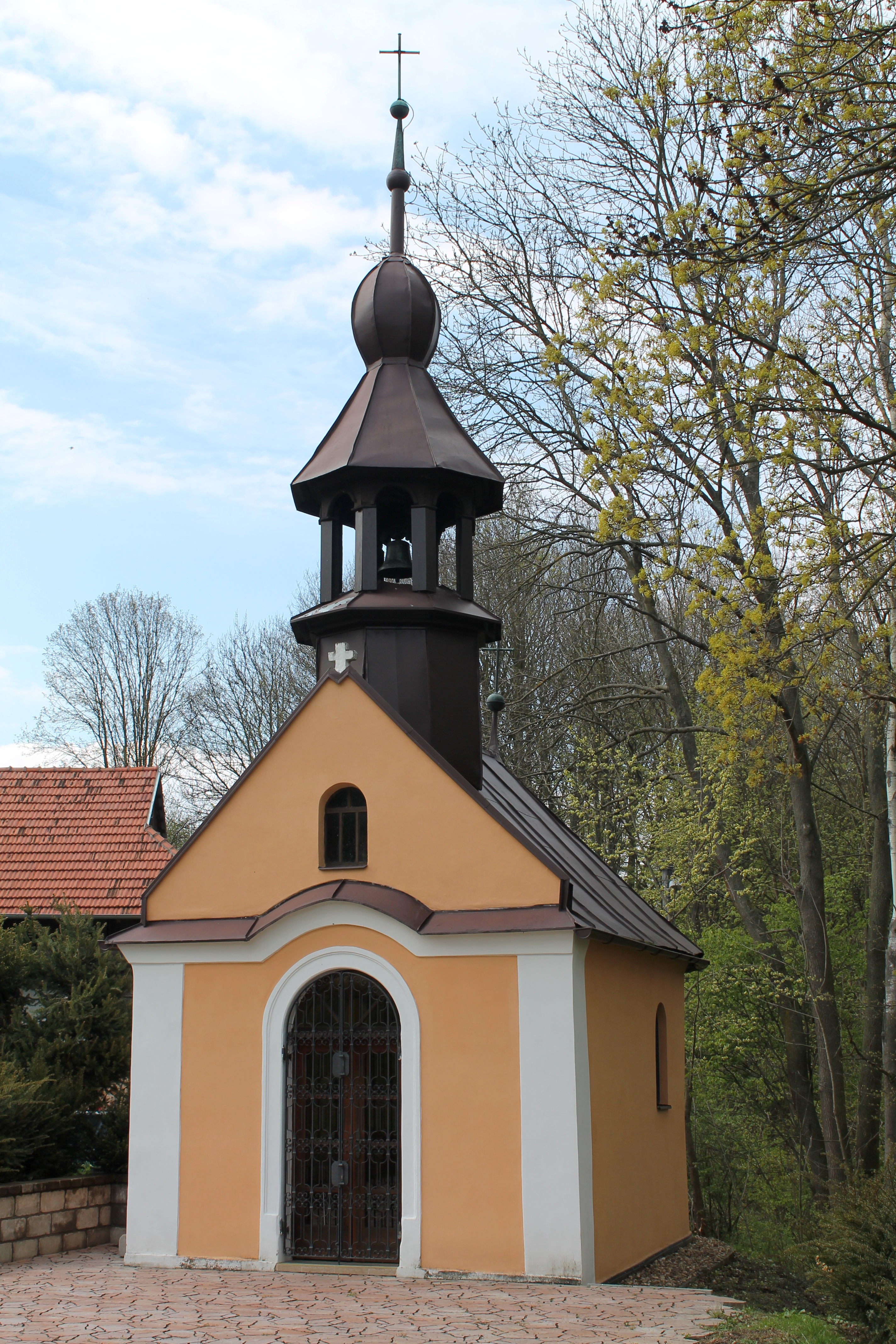
Kaple Jména Panny Marie
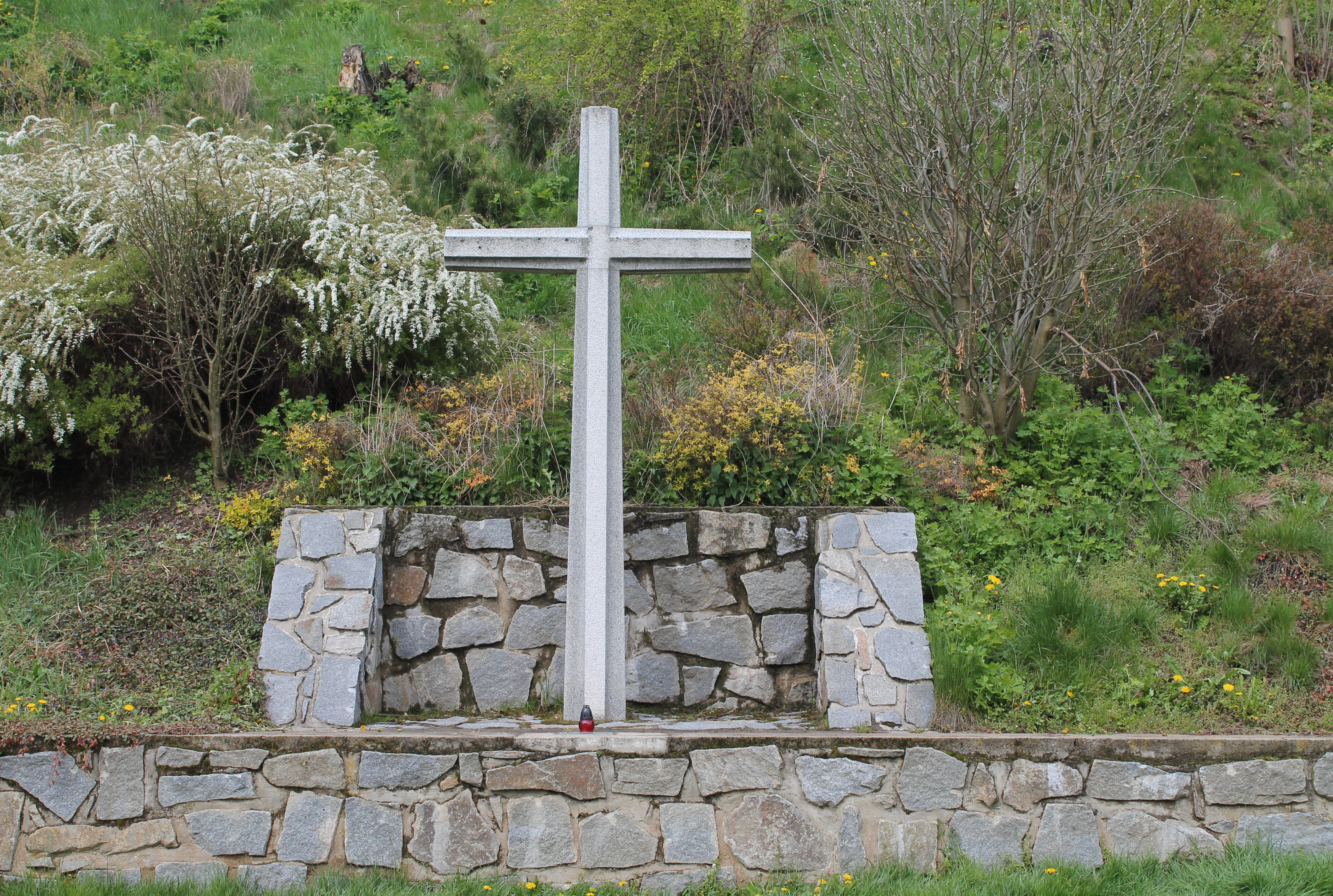
Kříž u silnice
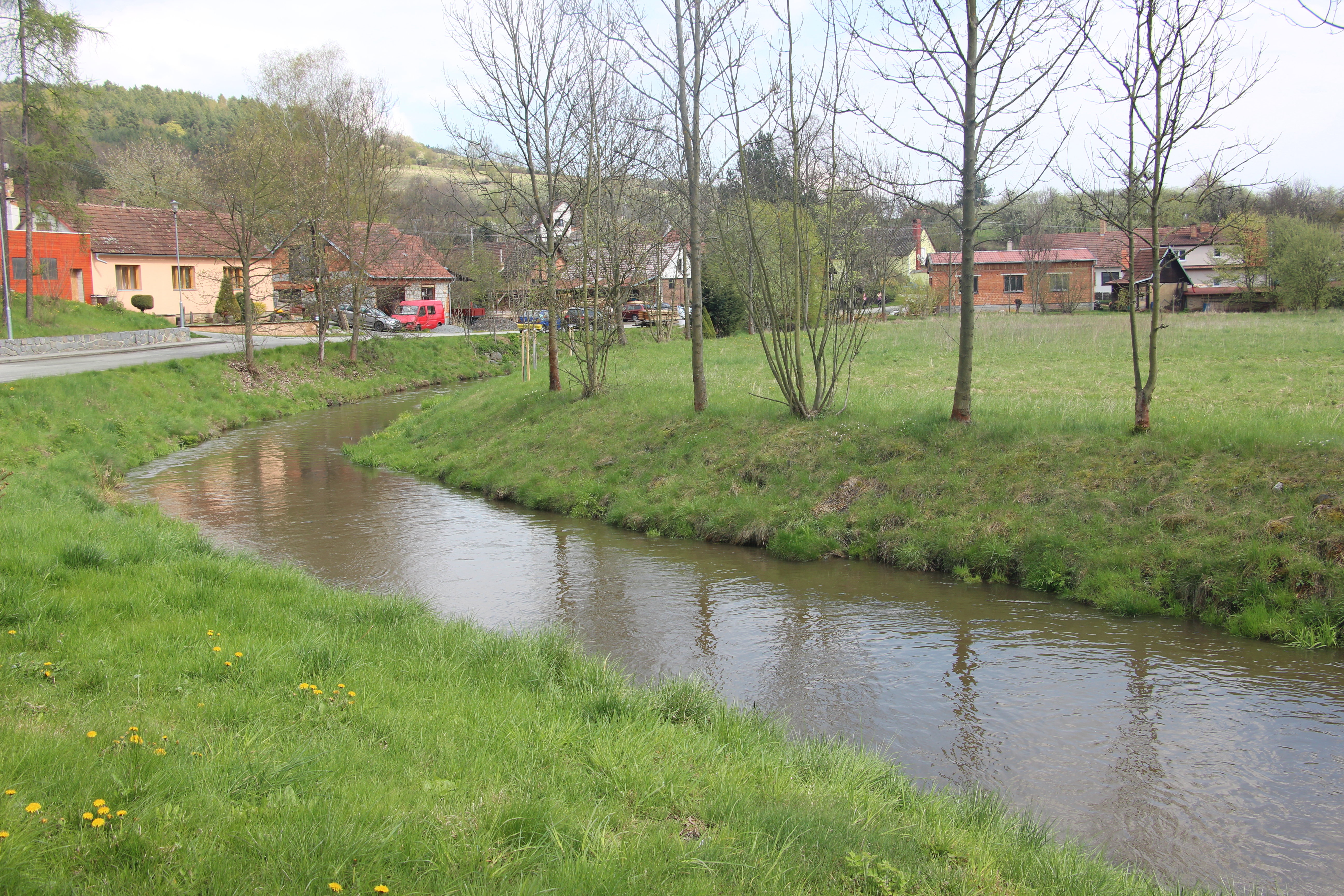
Křetínka v obci